# Eiskunstlauf-Weltmeisterschaften 1995
Die 85. Eiskunstlauf-Weltmeisterschaften fanden vom 7. bis 12. März 1995 in Birmingham (Vereinigtes Königreich) statt. Der Austragungsort war die National Indoor Arena.

## Ergebnisse

### Herren
| Platz                       | Sportler                 | Land                   |
| --------------------------- | ------------------------ | ---------------------- |
| 1                           | Elvis Stojko             | Kanada                 |
| 2                           | Todd Eldredge            | Vereinigte Staaten     |
| 3                           | Philippe Candeloro       | Frankreich             |
| 4                           | Alexei Urmanow           | Russland               |
| 5                           | Éric Millot              | Frankreich             |
| 6                           | Wjatscheslaw Sahorodnjuk | Ukraine                |
| 7                           | Scott Davis              | Vereinigte Staaten     |
| 8                           | Steven Cousins           | Vereinigtes Königreich |
| 9                           | Ilja Kulik               | Russland               |
| 10                          | Zsolt Kerekes            | Ungarn                 |
| 11                          | Michael Shmerkin         | Israel                 |
| 12                          | Dmytro Dmytrenko         | Ukraine                |
| 13                          | Vassili Eremenko         | Ukraine                |
| 14                          | Cornel Gheorghe          | Rumänien               |
| 15                          | Markus Leminen           | Finnland               |
| 16                          | Thierry Cerez            | Frankreich             |
| 17                          | Sebastien Britten        | Kanada                 |
| 18                          | Ronny Winkler            | Deutschland            |
| 19                          | Clive Shorten            | Vereinigtes Königreich |
| 20                          | Aljaksandr Muraschka     | Belarus                |
| 21                          | Fabrizio Garattoni       | Italien                |
| 22                          | Jiao Zhongyi             | Volksrepublik China    |
| 23                          | Naoki Shigematsu         | Japan                  |
| 24                          | Florian Tuma             | Österreich             |
| 25                          | Michael Tyllesen         | Dänemark               |
| 26                          | Robert Grzegorczyk       | Polen                  |
| 27                          | Jan Erik Digernes        | Norwegen               |
| 28                          | Shin Amano               | Japan                  |
| 29                          | David Liu                | Chinesisch Taipeh      |
| 30                          | Margus Hernits           | Estland                |
| Kurzprogramm nicht erreicht |                          |                        |
| 31                          | Marcus Christensen       | Kanada                 |

### Damen
| Platz                       | Sportlerin             | Land                   |
| --------------------------- | ---------------------- | ---------------------- |
| 1                           | Chen Lu                | Volksrepublik China    |
| 2                           | Surya Bonaly           | Frankreich             |
| 3                           | Nicole Bobek           | Vereinigte Staaten     |
| 4                           | Michelle Kwan          | Vereinigte Staaten     |
| 5                           | Olga Markowa           | Russland               |
| 6                           | Laetitia Hubert        | Frankreich             |
| 7                           | Irina Sluzkaja         | Russland               |
| 8                           | Marie-Pierre Leray     | Frankreich             |
| 9                           | Olena Ljaschenko       | Ukraine                |
| 10                          | Hanae Yokoya           | Japan                  |
| 11                          | Julija Lawrentschuk    | Ukraine                |
| 12                          | Junko Yaginuma         | Japan                  |
| 13                          | Marina Kielmann        | Deutschland            |
| 14                          | Anna Rechnio           | Polen                  |
| 15                          | Kateřina Beránková     | Tschechien             |
| 16                          | Kumiko Koiwai          | Japan                  |
| 17                          | Simone Lang            | Deutschland            |
| 18                          | Helena Grundberg       | Schweden               |
| 19                          | Lucinda Ruh            | Schweiz                |
| 20                          | Maria Nikitochkina     | Belarus                |
| 21                          | Tony Bombardieri       | Italien                |
| 22                          | Tatjana Malinina       | Usbekistan             |
| 23                          | Krisztina Czakó        | Ungarn                 |
| 24                          | Jenna Arrowsmith       | Vereinigtes Königreich |
| Kür nicht erreicht          |                        |                        |
| 25                          | Mojca Kopač            | Slowenien              |
| 26                          | Monique van der Velden | Niederlande            |
| 27                          | Julia Lautowa          | Österreich             |
| 28                          | Marta Andrade          | Spanien                |
| 29                          | Ivana Jakupčević       | Kroatien               |
| 30                          | Mila Kajas             | Finnland               |
| Kurzprogramm nicht erreicht |                        |                        |
| 31                          | Netty Kim              | Kanada                 |
|                             | Tanja Szewczenko (Z)   | Deutschland            |

- Z = Zurückgezogen

### Paare
| Platz | Sportler                                  | Land                   |
| ----- | ----------------------------------------- | ---------------------- |
| 1     | Radka Kovaříková / René Novotný           | Tschechien             |
| 2     | Jewgenija Schischkowa / Wadim Naumow      | Russland               |
| 3     | Jenni Meno / Todd Sand                    | Vereinigte Staaten     |
| 4     | Marina Jelzowa / Andrei Buschkow          | Russland               |
| 5     | Mandy Wötzel / Ingo Steuer                | Deutschland            |
| 6     | Marija Petrowa / Anton Sicharulidse       | Russland               |
| 7     | Jelena Bereschnaja / Oleg Schljachow      | Lettland               |
| 8     | Kyoko Ina / Jason Dungjen                 | Vereinigte Staaten     |
| 9     | Sarah Abitbol / Stéphane Bernadis         | Frankreich             |
| 10    | Michelle Menzies / Jean-Michel Bombardier | Kanada                 |
| 11    | Danielle Carr / Stephen Carr              | Australien             |
| 12    | Olena Biloussiwska / Sergei Potalov       | Ukraine                |
| 13    | Marina Chalturina / Andrej Krukow         | Kasachstan             |
| 14    | Jodeyne Higgins / Sean Rice               | Kanada                 |
| 15    | Allison Gaylor / David Pelletier          | Kanada                 |
| 16    | Dorota Zagorska / Mariusz Siudek          | Polen                  |
| 17    | Lesley Rogers / Michael Aldred            | Vereinigtes Königreich |
| 18    | Silvia Dimitrov / Rico Rex                | Deutschland            |
| 19    | Marte Andrella / Dmitri Kaploun           | Italien                |
| 20    | Ulrike Gerstl / Bjorn Lobenwein           | Österreich             |
| 21    | Polina Djo / Evgeni Sviridov              | Usbekistan             |
| Z     | Veronika Joukalová / Otto Dlabola         | Tschechien             |
|       | Jekaterina Silnitskaya / Mirko Müller (Z) | Deutschland            |

- Z = Zurückgezogen

### Eistanz
| Platz | Sportler                                  | Land                   |
| ----- | ----------------------------------------- | ---------------------- |
| 1     | Oxana Grischtschuk / Jewgeni Platow       | Russland               |
| 2     | Susanna Rahkamo / Petri Kokko             | Finnland               |
| 3     | Sophie Moniotte / Pascal Lavanchy         | Frankreich             |
| 4     | Shae-Lynn Bourne / Victor Kraatz          | Kanada                 |
| 5     | Anschelika Krylowa / Oleg Owsjannikow     | Russland               |
| 6     | Marina Anissina / Gwendal Peizerat        | Frankreich             |
| 7     | Tatjana Nawka / Samwel Gesaljan           | Belarus                |
| 8     | Irina Romanova / Igor Yaroshenko          | Ukraine                |
| 9     | Kateřina Mrázová / Martin Šimeček         | Tschechien             |
| 10    | Renee Roca / Gorsha Sur                   | Vereinigte Staaten     |
| 11    | Jennifer Goolsbee / Hendryk Schamberger   | Deutschland            |
| 12    | Margarita Drobiazko / Povilas Vanagas     | Litauen                |
| 13    | Elizaveta Stekolnikova / Dmitri Kazarlyga | Kasachstan             |
| 14    | Sylwia Nowak / Sebastian Kolasiński       | Polen                  |
| 15    | Irina Lobatschowa / Ilja Awerbuch         | Russland               |
| 16    | Diane Gerencser / Alexander Stanislavov   | Schweiz                |
| 17    | Jennifer Boyce / Michael Brunet           | Kanada                 |
| 18    | Allison MacLean / Konrad Schaub           | Österreich             |
| 19    | Kati Winkler / René Lohse                 | Deutschland            |
| 20    | Barbara Piton / Alexandre Piton           | Frankreich             |
| 21    | Michelle Fitzgerald / Kyle Vincent        | Vereinigtes Königreich |

## Medaillenspiegel
| Platz | Land                | Gold | Silber | Bronze | Gesamt |
| ----- | ------------------- | ---- | ------ | ------ | ------ |
| 1     | Russland            | 1    | 1      | –      | 2      |
| 2     | Kanada              | 1    | –      | –      | 1      |
| 2     | Tschechien          | 1    | –      | –      | 1      |
| 2     | Volksrepublik China | 1    | –      | –      | 1      |
| 5     | Frankreich          | –    | 1      | 2      | 3      |
| 5     | Vereinigte Staaten  | –    | 1      | 2      | 3      |
| 7     | Finnland            | –    | 1      | –      | 1      |